# Litdok – Europa Środkowo-Wschodnia
Litdok – Europa Środkowo-Wschodnia (z niem. Literaturdokumentation zur Geschichte Ostmitteleuropas) – bibliograficzna baza online, pierwszy wspólny tego rodzaju projekt międzynarodowy z zakresu nauk historycznych realizowany przez Instytut im. Herdera w Marburgu oraz narodowe i regionalne pracownie bibliografii historycznych z Polski, Czech, Słowacji, Węgier i Litwy.

## Historia
Od swojego założenia w 1950 r. Instytut im. Herdera prowadził dokumentację bibliograficzną zajmującą się głównie byłymi kresami niemieckimi oraz regionami Europy Środkowo-Wschodniej zamieszkałymi przed 1945 r. przez większe skupiska ludności niemieckiej. Bibliografie publikowano w formie wykazów w czasopiśmie Zeitschrift für Osteuropaforschung a także w postaci wydawnictw zwartych. W wyniku zmian strukturalno-organizacyjnych w 1994 r. zaniechano dawnego modelu prac, a w jego miejsce wzięto pod uwagę cały obszar Europy Środkowo-Wschodniej. Gruntownej zmianie uległa również metoda prac. Na międzynarodowej konferencji w Marburgu w 1996 r. z udziałem przedstawicieli z Polski, Czech i Słowacji podjęto uchwałę o realizacji bibliograficznej bazy danych na zasadzie podziału pracy i wymiany danych. Baza danych została udostępniona online w 1998 r. i jest aktualizowna w trybie jednotygodniowym. Oprócz bazy online przez okres dziesięciu lat wydawano wygenerowane ze wspólnej bazy zestawienia roczne bibliografii dla poszczególnych regionów i krajów.

## Zadania i profil
Twórcy bazy Litdok postawili sobie za zadanie dokumentowanie publikacji naukowych dotyczących historii Europy Środkowo-Wschodniej od czasów prehistorycznych do czasów współczesnych. Terytorialnie projekt obejmuje obszary dzisiejszych krajów bałtyckich, Czech, Słowacji, historycznych obszarów Polski i Węgier. Baza online zawiera obecnie ponad 600 000 opisów. Roczny przyrost wynosi około 40 000 nowych tytułów. Charakterystyczną cechą bazy jest jej wielojęzyczność: wyszukiwanie tytułów, klasyfikacje i hasła rzeczowe oferowane są w językach instytucji uczestniczących w programie, tj. polskim, niemieckim, czeskim, słowackim, węgierskim, litewskim, jak również w języku estońskim, angielskim, łotewskim i rosyjskim (ostatnie dwa jeszcze bez możliwości wyszukiwania według haseł rzeczowych). Ponadto baza ma katalog haseł osobowych (obecnie ponad 47 000), zawierających rok i miejsce urodzin i śmierci wraz z krótką informację dotyczącą działalności danej osoby oraz katalog haseł geograficznych (około 16 000) z aktualną nazwą i jej historycznymi wersjami. W tym sensie katalogi stanowią odrębne źródło informacji o własnym ciężarze gatunkowym.

## Instytucje i osoby
- Kraków, Polska Akademia Nauk, Instytut Historyczny, Pracownia Bibliografii Bieżącej[2]
- Poznań, Wojewódzka Biblioteka Publiczna[3]
- Toruń, Biblioteka Uniwersytecka[4]
- Wrocław, Instytut Historyczny Uniwersytetu Wrocławskiego[5]
- Praga, Historický ústav Akademie věd České republiky[6][7]
- Bratysława, Historický ústav Slovenskej akadémie vied[8]
- Wilno, Lietuvos istorijos institutas[9]
- Budapeszt, Országos Széchényi Könyvtár[10]
- Bergisch Gladbach, prof. Paul Kaegbein
- Herne, Martin-Opitz-Bibliothek[11]
- Marburg, Herder-Institut[12]

## Konferencje naukowe
- Konferencja założycielska, Marburg 1996[13]
- Konferencja podsumowująca pierwszy okres współpracy, Marburg 2003[14][15]
- Konferencja dotycząca perspektyw prac bibliograficznych, Marburg 2009[16]
- Konferencje bibliograficzne w ramach stowarzyszenia Europejskie Bibliografie Historyczne (http://www.histbib.eu/) z udziałem instytucji partycypujących w programie Litdok – Europa Środkowo-Wschodnia Berlin 2007, 2008, 2009; Monachium 2011[17]